# Matriz de transição
Uma matriz de transição, matriz estocástica ou ainda matriz de Markov (em homenagem ao matemático russo Andrey Markov) é uma matriz quadrada que tem duas características: 1) todas as entradas são não-negativas e 2) todas as colunas tem soma de entradas igual a 1. É utilizada para descrever as transições da cadeia de Markov.
Por exemplo, a matriz abaixo é uma matriz de Markov:
{\displaystyle {\begin{bmatrix}1/4&2/3\\3/4&1/3\end{bmatrix}}}
As matrizes de Markov desempenham um papel importante na dinâmica de sistemas econômicos .

## Definição
Uma matriz estocástica descreve uma cadeia de Markov {\displaystyle {\boldsymbol {X}}_{t}} sobre um espaço de probabilidades finito "S". Dito de outra maneira, isso significa que as probabilidades de transição que caracterizam um processo de Markov são normalmente agrupadas na matriz de Markov.
Se a probabilidade de se mover do estado {\displaystyle {\color {Red}i}} para o estado {\displaystyle {\color {OliveGreen}j}} em uma etapa (digamos, de um período para o imediatamente seguinte) é {\displaystyle Pr({\color {OliveGreen}j}|{\color {Red}i})=p_{{\color {Red}i}{\color {OliveGreen}j}}}, então a matriz estocástica "P" é dada por:
{\displaystyle P=\left({\begin{matrix}p_{{\color {Red}1}{\color {OliveGreen}1}}&p_{{\color {Red}1}{\color {OliveGreen}2}}&\dots &p_{{\color {Red}1}{\color {OliveGreen}j}}&\dots \\p_{{\color {Red}2}{\color {OliveGreen}1}}&p_{{\color {Red}2}{\color {OliveGreen}2}}&\dots &p_{{\color {Red}2}{\color {OliveGreen}j}}&\dots \\\vdots &\vdots &\ddots &\vdots &\ddots \\p_{{\color {Red}i}{\color {OliveGreen}1}}&p_{{\color {Red}i}{\color {OliveGreen}2}}&\dots &p_{{\color {Red}i}{\color {OliveGreen}j}}&\dots \\\vdots &\vdots &\ddots &\vdots &\ddots \end{matrix}}\right)}
Por exemplo, suponha um processo estocástico com apenas dois estados (digamos, a pessoa pode estar "rica" ou "pobre"). Então, a matriz de transição de Markov teria dimensão 2X2:
{\displaystyle P={\begin{bmatrix}p_{{\color {Red}1}{\color {OliveGreen}1}}&p_{{\color {Red}1}{\color {OliveGreen}2}}\\p_{{\color {Red}2}{\color {OliveGreen}1}}&p_{{\color {Red}2}{\color {OliveGreen}2}}\end{bmatrix}}}.

## Propriedades
- Já que a probabilidade de se mudar de um estado {\displaystyle {\color {Red}i}} para um estado qualquer no período seguinte (incluindo a possibilidade de "continuar no mesmo estado") tem que ser 1, necessariamente todas as colunas tem soma de entradas igual a 1, ou seja,

{\displaystyle \sum _{i}P_{i,j}=1.\,}
- A probabilidade de se mudar do estado {\displaystyle {\color {Red}i}} para o estado {\displaystyle {\color {OliveGreen}j}} em duas etapas é dada pelo {\displaystyle ({\color {Red}i},{\color {OliveGreen}j})^{o}} elemento da matriz P elevada ao quadrado:

{\displaystyle \left(P^{2}\right)_{{\color {Red}i},{\color {OliveGreen}j}}}
- Generalizando, a probabilidade de se mudar do estado {\displaystyle {\color {Red}i}} para o estado {\displaystyle {\color {OliveGreen}j}} em "k" etapas é dada pelo {\displaystyle ({\color {Red}i},{\color {OliveGreen}j})^{o}} elemento da matriz P elevada a k:

{\displaystyle \left(P^{k}\right)_{{\color {Red}i},{\color {OliveGreen}j}}}
- Uma distribuição inicial é dada por um vetor linha ou coluna, chamado de vetor de estado.[2]
- Dada uma distribuição inicial {\displaystyle {\boldsymbol {\tau }}_{0}} e uma matriz de transição P, podemos descobrir diretamente a distribuição do período seguinte. O sistema de equações implícito na multiplicação de vetores abaixo é chamado de sistema de Markov ou processo de Markov [1] :
  - Se {\displaystyle {\boldsymbol {\tau }}_{0}} for um vetor coluna, {\displaystyle {\boldsymbol {\tau }}_{1}=P\cdot {\boldsymbol {\tau }}_{0}}
  - Se {\displaystyle {\boldsymbol {\tau }}_{0}} for um vetor linha, {\displaystyle {\boldsymbol {\tau }}_{1}^{T}={\boldsymbol {\tau }}_{0}^{T}\cdot P}, onde "T" indica uma matriz transposta.

## Exemplo
Um país têm pessoas que só ficam em três estados: 1=feliz, 2=triste e 3=louca.
Suponha que a matriz de transição seja
{\displaystyle P={\begin{bmatrix}p_{{\color {Red}1}{\color {OliveGreen}1}}&p_{{\color {Red}1}{\color {OliveGreen}2}}&p_{{\color {Red}1}{\color {OliveGreen}3}}\\p_{{\color {Red}2}{\color {OliveGreen}1}}&p_{{\color {Red}2}{\color {OliveGreen}2}}&p_{{\color {Red}2}{\color {OliveGreen}3}}\\p_{{\color {Red}3}{\color {OliveGreen}1}}&p_{{\color {Red}3}{\color {OliveGreen}2}}&p_{{\color {Red}3}{\color {OliveGreen}3}}\\\end{bmatrix}}={\begin{bmatrix}1/2&1/4&0\\1/2&1/2&1/2\\0&1/4&1/2\\\end{bmatrix}}}.
A distribuição inicial é dada pelo vetor de estado de dimensão 3X1 (portanto neste caso um vetor coluna) :
{\displaystyle {\boldsymbol {\tau }}_{0}={\begin{bmatrix}1/3\\1/3\\1/3\end{bmatrix}}}
Isso significa que há 1/3 da população em cada um dos três estados no período {\displaystyle {\boldsymbol {\tau }}_{0}}.
Após um período, a distribuição desta população será:
{\displaystyle {\boldsymbol {\tau }}_{1}=P\cdot {\boldsymbol {\tau }}_{0}={\begin{bmatrix}1/2&1/4&0\\1/2&1/2&1/2\\0&1/4&1/2\\\end{bmatrix}}\cdot {\begin{bmatrix}1/3\\1/3\\1/3\end{bmatrix}}={\begin{bmatrix}1/4\\1/2\\1/4\end{bmatrix}}}
Isso significa que após um período, 1/4 da população estará no estado 1 (feliz), 1/2 da população estará no estado 2 (triste) e 1/4 no estado 3 (louca).